# Canoagem nos Jogos Europeus de 2023
Os eventos de Canoagem nos Jogos Europeus de 2023 na Polônia foram disputados, na categoria, Slalom, nos dias 29 de de Junho a 2 de Julho, e na Velocidade, entre 21 a 24 de junho. A primeira, no Curso de Canoagem Slalom de Cracóvia-Kolna, e a segunda, na Kryspinów Waterway. Ao todo, 181 atletas de 29 Comitê Olímpico Nacionais participaram nos eventos na modalidade slalom, esta, dividida em 8 categorias, 4 em cada gênero. Por sua vez, 282 de 35 CONs, participaram nas 16 modalidades de velocidade, divididas em 7 categorias em cada gênero, além de dois eventos mistos.

## Nações participantes

### Velocidade
Ao todo, 35 CONs tiveram atletas classificados em ao menos um evento na modalidade velocidade. Entre parênteses encontra-se representado a quantidade de atletas.
- Áustria (4)
- Bélgica (4)
- Bósnia e Herzegovina (1)
- Bulgária (4)
- Croácia (2)
- Chéquia (13)
- Dinamarca (9)
- Espanha (21)
- Estónia (2)
- Finlândia (4)
- França (17)
- Reino Unido (9)
- Geórgia (5)
- Alemanha (18)
- Grécia (2)
- Hungria (19)
- Irlanda (1)
- Israel (5)
- Itália (12)
- Letônia (11)
- Lituânia (8)
- Luxemburgo (1)
- Moldávia (5)
- Macedônia do Norte (2)
- Noruega (16)
- Portugal (15)
- Roménia (5)
- Eslovênia (2)
- Sérvia (11)
- Suíça  (1)
- Eslováquia (13)
- Suécia (8)
- Turquia (4)
- Ucrânia (17)

### Slalom
Ao todo, 29 CONs tiveram atletas classificados em ao menos um evento na modalidade slalom. Entre parênteses encontra-se representado a quantidade de atletas.
- Andorra (6)
- Áustria (11)
- Bélgica (2)
- Bósnia e Herzegovina (1)
- Croácia (5)
- Chéquia (18)
- Espanha (18)
- França (18)
- Reino Unido (18)
- Alemanha (18)
- Grécia (4)
- Hungria (3)
- Irlanda (9)
- Hungria (18)
- Kosovo (4)
- Letônia (7)
- Lituânia (4)
- Macedônia do Norte (2)
- Países Baixos (13)
- Noruega (2)
- Polónia (18)
- Portugal (4)
- Eslovênia (18)
- Sérvia (3)
- Suíça  (10)
- Eslováquia (18)
- Suécia (3)
- Turquia (5)
- Ucrânia (18)

## Calendário
| OC | Cerimônia de abertura | ● | Eventos | 1 | Finais | CC | Cerimônia de encerramento |

Todos os horários estão em UTC+2.
| Jun - Jul | Jun - Jul | 21 Qua | 22 Qui | 23 Sex | 24 Sáb | 25 Dom | 26 Seg | 27 Ter | 28 Qua | 29 Qui | 30 Sex | 1 Sáb | 2 Dom | Medalhas |
| --------- | --------- | ------ | ------ | ------ | ------ | ------ | ------ | ------ | ------ | ------ | ------ | ----- | ----- | -------- |
| Sprint    | Sprint    | ●      | 4      | 6      | 6      |        |        |        |        |        |        |       |       | 16       |
| Slalom    | Slalom    |        |        |        |        |        |        |        |        | 2      | 2      | 2     | 4     | 10       |

## Medalhistas

### Slalom

#### Masculino
| Evento    | Ouro                                                     | Ouro   | Prata                                                               | Prata  | Bronze                                                    | Bronze |
| --------- | -------------------------------------------------------- | ------ | ------------------------------------------------------------------- | ------ | --------------------------------------------------------- | ------ |
| C1        | Ryan Westley · Grã-Bretanha                              | 94.01  | Miquel Travé · Espanha                                              | 95.16  | Václav Chaloupka · Chéquia                                | 96.10  |
| K1        | Jiří Prskavec · Chéquia                                  | 88.21  | Martin Dougoud · Suíça                                              | 89.60  | Joe Clarke · Grã-Bretanha                                 | 89.80  |
| KX-1      | Ondřej Tunka · Chéquia                                   |        | Felix Oschmautz · Áustria                                           |        | Vít Přindiš · Chéquia                                     |        |
| C1 equipe | Alemanha · Sideris Tasiadis · Franz Anton · Timo Trummer | 101.69 | Eslováquia · Matej Beňuš · Marko Mirgorodský · Alexander Slafkovský | 105.60 | Grã-Bretanha · Ryan Westley · Adam Burgess · James Kettle | 107.84 |
| K1 equipe | Espanha · Pau Echaniz · David Llorente · Miquel Travé    | 97.04  | Polónia · Dariusz Popiela · Mateusz Polaczyk · Michał Pasiut        | 98.48  | França · Titouan Castryck · Boris Neveu · Benjamin Renia  | 101.58 |

#### Feminino
| Evento    | Ouro                                                           | Ouro   | Prata                                                              | Prata  | Bronze                                             | Bronze |
| --------- | -------------------------------------------------------------- | ------ | ------------------------------------------------------------------ | ------ | -------------------------------------------------- | ------ |
| C1        | Elena Lilik · Alemanha                                         | 109.67 | Klaudia Zwolińska · Polónia                                        | 110.29 | Mallory Franklin · Grã-Bretanha                    | 113.63 |
| K1        | Ricarda Funk · Alemanha                                        | 99.09  | Klaudia Zwolińska · Polónia                                        | 101.06 | Tereza Fišerová · Chéquia                          | 102.34 |
| KX-1      | Viktoriia Us · Ucrânia                                         |        | Ricarda Funk · Alemanha                                            |        | Stefanie Horn · Itália                             |        |
| C1 equipe | Chéquia · Gabriela Satková · Tereza Fišerová · Tereza Kneblová | 117.54 | Grã-Bretanha · Mallory Franklin · Kimberley Woods · Sophie Ogilvie | 120.34 | Alemanha · Andrea Herzog · Nele Bayn · Elena Lilik | 121.60 |
| K1 equipe | França · Marjorie Delassus · Camille Prigent · Emma Vuitton    | 108.87 | Chéquia · Tereza Fišerová · Amálie Hilgertová · Antonie Galušková  | 111.75 | Alemanha · Ricarda Funk · Elena Lilik · Emily Apel | 113.17 |

### Velocidade

#### Masculino
| Evento    | Ouro                                                                      | Prata                                                                   | Bronze                                                                            |
| --------- | ------------------------------------------------------------------------- | ----------------------------------------------------------------------- | --------------------------------------------------------------------------------- |
| C-1 200 m | Henrikas Žustautas · Lituânia                                             | Zaza Nadiradze · Geórgia                                                | Pablo Graña · Espanha                                                             |
| C-1 500 m | Martin Fuksa · Chéquia                                                    | Cătălin Chirilă · Roménia                                               | Serghei Tarnovschi · Moldávia                                                     |
| C-2 500 m | Itália · Carlo Tacchini · Gabriele Casadei                                | Espanha · Cayetano García · Pablo Martínez Estévez                      | Polónia · Aleksander Kitewski · Norman Zezula                                     |
| K-1 200 m | Messias Baptista · Portugal                                               | Petter Menning · Suécia                                                 | Roberts Akmens · Letônia                                                          |
| K-1 500 m | Ádám Varga · Hungria                                                      | Fernando Pimenta · Portugal                                             | Marko Dragosavljević · Sérvia                                                     |
| K-2 500 m | Ucrânia · Oleh Kukharyk · Ihor Trunov                                     | Alemanha · Felix Frank · Martin Hiller                                  | Sérvia · Marko Dragosavljević · Ervin Holpert                                     |
| K-4 500 m | Espanha · Carlos Arévalo · Rodrigo Germade · Saúl Craviotto · Marcus Walz | Ucrânia · Dmytro Danylenko · Oleh Kukharyk · Ivan Semykin · Ihor Trunov | Sérvia · Anđelo Džombeta · Marko Novaković · Vladimir Torubarov · Stefan Vrdoljak |

#### Feminino
| Evento    | Ouro                                                                      | Prata                                                                   | Bronze                                                                                      |
| --------- | ------------------------------------------------------------------------- | ----------------------------------------------------------------------- | ------------------------------------------------------------------------------------------- |
| C-1 200 m | Dorota Borowska · Polónia                                                 | Liudmyla Luzan · Ucrânia                                                | María Corbera · Espanha                                                                     |
| C-1 500 m | Liudmyla Luzan · Ucrânia                                                  | María Corbera · Espanha                                                 | Ágnes Kiss · Hungria                                                                        |
| C-2 500 m | Ucrânia · Liudmyla Luzan · Valeriia Tereta                                | Espanha · María Corbera · Antía Jácome                                  | Hungria · Giada Bragato · Bianka Nagy                                                       |
| K-1 200 m | Emma Jørgensen · Dinamarca                                                | Milica Novaković · Sérvia                                               | Francisca Laia · Portugal                                                                   |
| K-1 500 m | Emma Jørgensen · Dinamarca                                                | Alida Dóra Gazsó · Hungria                                              | Milica Novaković · Sérvia                                                                   |
| K-2 500 m | Polónia · Karolina Naja · Anna Puławska                                   | Dinamarca · Emma Jørgensen · Frederikke Matthiesen                      | Hungria · Tamara Csipes · Alida Dóra Gazsó                                                  |
| K-4 500 m | Polónia · Adrianna Kąkol · Karolina Naja · Anna Puławska · Dominika Putto | Alemanha · Jule Hake · Katinka Hofmann · Paulina Paszek · Lena Röhlings | Dinamarca · Bolette Nyvang Iversen · Katrine Jensen · Frederikke Matthiesen · Sara Milthers |

#### Misto
| Evento    | Ouro                                     | Prata                                               | Bronze                                  |
| --------- | ---------------------------------------- | --------------------------------------------------- | --------------------------------------- |
| C-2 200 m | Espanha · Antía Jácome · Pablo Graña     | Polónia · Aleksander Kitewski · Sylwia Szczerbińska | Alemanha · Nico Pickert · Annika Loske  |
| K-2 200 m | Portugal · Teresa Portela · Kevin Santos | Dinamarca · Emma Jørgensen · Magnus Sibbersen       | Alemanha · Lena Röhlings · Jacob Schopf |